# Torneo Clausura 2020 (Bolivia)
El Torneo Clausura 2020 iba a ser el segundo torneo de la temporada 2020 de la División de Fútbol Profesional. El campeón del torneo iba a clasificar a la Copa Libertadores 2021 como Bolivia 2. Este torneo fue suspendido y declarado desierto debido a que la pandemia causada por la COVID-19 impidió que el Torneo Apertura 2020 finalizara en sus fechas establecidas.

## Sistema de juego
El Torneo Clausura se iba a jugar bajo la modalidad de todos contra todos, en 26 fechas. El equipo hubiera obtenido más puntos en el torneo sería declarado el campeón.

## Clubes participantes

### Distribución geográfica de los clubes
| Departamento | Cantidad | Club               |
| ------------ | -------- | ------------------ |
| Santa Cruz   | 5        | Blooming           |
| Santa Cruz   | 5        | Guabirá            |
| Santa Cruz   | 5        | Oriente Petrolero  |
| Santa Cruz   | 5        | Real Santa Cruz    |
| Santa Cruz   | 5        | Royal Pari         |
| La Paz       | 3        | Always Ready       |
| La Paz       | 3        | Bolívar            |
| La Paz       | 3        | The Strongest      |
| Cochabamba   | 3        | Atlético Palmaflor |
| Cochabamba   | 3        | Aurora             |
| Cochabamba   | 3        | Wilstermann        |
| Potosí       | 2        | Nacional Potosí    |
| Potosí       | 2        | Real Potosí        |
| Oruro        | 1        | San José           |

### Información de los clubes
| Club                                 | Entrenador             | Ciudad                          | Estadio                                 | Capacidad     | Marca                     | Patrocinador                    |
| ------------------------------------ | ---------------------- | ------------------------------- | --------------------------------------- | ------------- | ------------------------- | ------------------------------- |
| Always Ready                         | Eduardo Villegas       | El Alto                         | Municipal de El Alto                    | 25 000        | CAR Store                 | Bandera de Bolivia              |
| Atlético Palmaflor                   | Humberto Viviani       | Quillacollo                     | Municipal de Quillacollo Félix Capriles | 5 000 32 000  | Oxígeno Wear              |                                 |
| Aurora                               | Julio César Baldivieso | Cochabamba                      | Félix Capriles                          | 32 000        | Boutique Celeste          | Cerveza Burguesa                |
| Blooming                             | Miguel Ponce           | Santa Cruz de la Sierra         | Ramón Aguilera Costas                   | 38 500        | Blooming Oficial          | Bandera de Bolivia              |
| Bolívar                              | Claudio Vivas          | Nuestra Señora de La Paz        | Hernando Siles Simón Bolívar            | 42 000 5 000  | Bandera de España         | Chevrolet                       |
| Guabirá                              | Víctor Hugo Andrada    | Montero                         | Gilberto Parada                         | 18 000        | Olive Sport               | Azúcar Guabirá Celina           |
| Jorge Wilstermann                    | Cristian Díaz          | Cochabamba                      | Félix Capriles                          | 32 000        | 4KM                       | Campero COBOCE                  |
| Nacional Potosí                      | Sebastián Nuñez        | Potosí                          | Víctor Agustín Ugarte                   | 30 000        | Willys Athletic           | Cerveza Potosina                |
| Oriente Petrolero                    | Pablo Sánchez          | Santa Cruz de la Sierra         | Ramón Aguilera Costas                   | 38 500        | Bandera de España · Kelme | Cerabol                         |
| Real Potosí                          | Vacante                | Potosí                          | Víctor Agustín Ugarte                   | 30 000        | Unosport                  | Cerveza Potosina                |
| Real Santa Cruz                      | José Peña              | Santa Cruz de la Sierra         | Estadio Real Santa Cruz                 | 12 000        | Arce                      | Tierra y Techo Nueva Santa Cruz |
| Royal Pari                           | Miguel Ángel Portugal  | Santa Cruz de la Sierra Montero | Ramón Aguilera Costas                   | 38 500        | Hidra Ropa Deportiva      | Grupo Sion                      |
| San José                             | Vacante                | Oruro                           | Jesús Bermúdez                          | 30 000        | Willys Athletic           | Bandera de Paraguay             |
| The Strongest                        | Alberto Illanes        | Nuestra Señora de La Paz        | Hernando Siles Rafael Mendoza           | 42 000 10 000 | Bandera de Ecuador        | Aceros Arequipa                 |
| Actualizado el 21 de febrero de 2020 |                        |                                 |                                         |               |                           |                                 |
| 1.                                   |                        |                                 |                                         |               |                           |                                 |

### Entrenadores

#### Cambios de entrenadores

##### Pretemporada
| Equipo | Entrenador Saliente | Último Partido | Fecha | Entrenador Sucesor |
| ------ | ------------------- | -------------- | ----- | ------------------ |
|        |                     | :              |       | 0                  |